# 周祖培
周祖培（1793年—1867年），字叔滋，號芝臺，河南商城（現屬安徽金寨湯家匯鎮）人，祖籍江西婺源，晚清大臣，歷仕嘉慶、道光、咸豐、同治四朝。

## 生平
嘉慶二十四年（1819年）己卯恩科進士，選庶吉士，散館授編修。道光十七年（1837年）督陝甘學政，歷侍讀學士、詹事、內閣學士。道光二十三年（1843年）擢禮部侍郎，調工部，又調刑部。道光二十六年（1846年）偕戶部尚書賽尚阿查勘江南江防善後事宜，校閱江蘇、安徽、江西營伍。咸豐元年（1851年）擢刑部尚書。咸豐三年（1853年）要犯劉秋貴死於獄，承審官未得實情，周祖培坐降三級調用，授左副都御史，歷工部、吏部侍郎。咸豐四年（1854年）連擢左都御史、兵部尚書，兼管順天府尹。咸豐六年（1856年）加太子太保，調吏部。咸豐八年（1858年）會辦五城團防，以吏部尚書協辦大學士，兼署戶部。咸豐九年（1859年）調戶部尚書，兼署吏部。
咸豐十年（1860年）英法聯軍入侵，京師戒嚴，咸豐帝避走熱河，命周祖培留京辦事，拜體仁閣大學士，管理戶部。咸豐十一年（1861年）帝駕崩，命總理喪儀，兼辦定陵工程。及同治帝奉兩宮回鑾，疏言「祺祥」年號意義重復，請更正。周祖培加入了東太后慈安、西太后慈禧和奕訢的祺祥之變，消滅肃顺的顧命八大臣集團，又與大學士賈楨、尚書沈兆霖、趙光等疏議，列舉歷代皇后協助幼帝的歷史，由山东道监察御史董元醇奏請東西太后一起垂簾聽政。同治元年（1862年）調管刑部。同治六年（1867年）卒於北京，贈太子太保，諡文勤。

## 延伸阅读
[在维基数据编辑]
 《清史稿·卷390》，出自趙爾巽《清史稿》